# Komendy rejonów uzupełnień II Rzeczypospolitej
Komendy rejonów uzupełnień (powiatowe komendy uzupełnień) – terenowe organy wojskowe właściwe w sprawach uzupełnień Sił Zbrojnych II Rzeczypospolitej i administracji rezerw w powierzonym jej okręgu, który obejmował jeden lub więcej powiatów. W zakresie swojego działania KRU/PKU podlegały dowódcom okręgów korpusów, a w najwyższej instancji – ministrowi spraw wojskowych.

## Formowanie i zmiany organizacyjne
W 1917 na terenie Królestwa Polskiego powołane Główne Urzędy Zaciągu do Wojska Polskiego. Funkcjonowały one w Warszawie, Łukowie, Siedlcach, Łomży, Mławie, Włocławku, Płocku, Grodzisku Mazowieckim, Łodzi, Kaliszu, Częstochowie, Piotrkowie, Radomiu, Kielcach, Olkuszu, Zamościu i Lublinie.
12 października 1918 Rada Regencyjna Królestwa Polskiego przejęła władzę zwierzchnią nad Wojskiem Polskim. Organizacją spraw związanych z poborem do wojska zajmował się Departament I Mobilizacyjno-Organizacyjny MSWojsk. Przy dowództwach okręgów generalnych powołano okręgowe komendy uzupełnień oraz powiatowe komendy uzupełnień. Te ostatnie miały zastąpić GUC.
6 listopada 1918 gen. bryg. Bolesław Roja stojący na czele Polskiej Komendy Wojskowej w Krakowie, rozkazał „w celu uproszczenia demobilizacji” zespolić istniejące w okręgach uzupełniających komendy uzupełniające c. i k. Armii (niem. Ergänzungsbezirks Kommando), komendy uzupełniające Obrony Krajowej (niem. Landwehr Ergänzungsbezirks Kommando) i komendy obwodowe pospolitego ruszenia (niem. Landstrum Ergänzungsbezirks Kommando) w jedną komendę uzupełniającą. Najstarszy rangę oficer miał objąć dowództwo nad komendami uzupełniającymi w Krakowie, Tarnowie, Rzeszowie, Sanoku, Jarosławiu, Wadowicach, Nowym Sączu i Cieszynie.
Rozkazem nr 144 kierownika MSWojsk. płk. Jana Wroczyńskiego z 27 listopada 1918 powołano do życia 15 powiatowych komend uzupełnień. Komendy powstały w Warszawie, Siedlcach, Lublinie, Radomiu, Kielcach, Piotrkowie, Częstochowie, Łodzi, Kaliszu, Łowiczu, Włocławku, Ciechanowie, Łomży, Białej i Krakowie. Bezpośrednią kontrolę nad nimi sprawowały okręgowe komendy uzupełnień stacjonujące w Warszawie, Lublinie, Kielcach, Łodzi i Krakowie. Etat PKU: komendant–oficer, zastępca komendanta–sierżant sztabowy, dwóch pisarzy–podoficerowie, ordynansi kancelaryjni kurierzy–szeregowi lub starsi szeregowi. W większości PKU  w każdym powiecie funkcjonował oficer ewidencyjny podległy PKU. Miał on do pomocy jednego pisarza i jednego szeregowego–ordynansa kancelaryjnego.
27 grudnia 1918 galicyjskie tymczasowe urzędy poborowe również zostały przekształcone w powiatowe komendy uzupełnień. Powstały wówczas PKU w Przemyślu, Cieszynie, Nowym Targu, Tarnowie, Wadowicach, Rzeszowie i Będzinie. 
5 lutego 1919 kierownik MSWojsk. nakazał przydzielić samodzielne biura werbunkowe i zaciągowe, utworzone przez poszczególne formacje wojskowe, do istniejących komend uzupełnień. 
W lipcu 1919 roku powołano kolejne komendy uzupełnień. Były to komendy w Samborze, Stryju, Kowlu, Włodzimierzu Wołyńskim, Dubnie, Kołomyi, Czortkowie i Tarnopolu.
W czasie działań wojennych uzupełnienie wojsk organizowane było systemem terytorialnym. Kierowano się zasadą, ze każdy powiat uzupełnia jeden pułk. Poborowi wcielani byli do batalionów marszowych, tam wyposażani, szkoleni i wysyłani na front. 
Pod koniec października 1919 powołano 52 nowe Powiatowe komendy uzupełnień. W sumie w owym czasie było ich 110. co do zasady, każda komenda uzupełniała jeden pułk piechoty. System ten obowiązywał do maja 1922.
23 stycznia 1920 roku, w celu prawidłowego uzupełnienia wakatów w urzędach poborowych (wydziały V sztabów dowództw okręgów generalnych, powiatowe komendy uzupełnień i oficerowie ewidencyjni) została utworzona „rezerwa oficerska i urzędników wojskowych dla władz poborowych”. W skład rezerwy miał wejść jeden oficer sztabowy, 2 oficerów młodszych i 2 urzędników wojskowych w randze XI–IX. Rezerwa została tymczasowo przydzielona do Sekcji Poborowej i Uzupełnień Departamentu I Ministerstwa Spraw Wojskowych.
Działania wojenne wymuszały likwidację komend uzupełnień na terenach zajmowanych przez wroga i stopniowe ich odtwarzanie po ich powtórnym opanowaniu przez wojska polskie. Na początku 1921 roku działało 76 komend, ale już pod koniec roku było ich 103, z tego 90 zwyczajnych i 13 dyspozycyjnych. Zwiększenie liczby komend uwarunkowane było też nowym podziałem terytorialnym państwa. W ich wyniku liczba komend zwiększyła się do 118.
W listopadzie 1921 roku, w związku z przejściem armii na stopę pokojową przewidywano likwidację PKU i utworzenie na ich miejsce Komend Okręgów Poborowych, jednak ostatecznie nigdy do tego nie doszło.
Na podstawie rozkazu MSWojsk. Dep. IV Koni L. 754/Rem. T. z 14 kwietnia 1921 zostały utworzone komendy uzupełnień koni, a przy każdej PKU ustanowiono stanowisko podoficera ewidencyjnego koni. Podoficer ten pod względem służbowym podlegał komendantowi PKU, a pod względem fachowym komendantowi uzupełnień koni.
24 stycznia 1922 roku minister spraw wojskowych określił normy pomieszczeń dla poszczególnych PKU. Z powyższego rozkazu wynika, że stanowisko komendanta PKU było przewidziane dla oficera w stopniu pułkownika lub podpułkownika, stanowisko I referenta – oficera w stopniu majora lub kapitana, stanowisko II referenta – oficera w stopniu kapitana, porucznika lub podporucznika ewentualnie urzędnika wojskowego w randze od IX do XI, natomiast „oficera instruktora wyszkolenia w Okręgu PKU” – kapitana. W PKU pełniło służbę 17 pisarzy wojskowych (3 sierżantów oraz 14 podoficerów i szeregowych). Pod względem organizacyjnym PKU dzieliła się na trzy wydziały: kancelarię i registraturę, ekspedyturę i archiwum. Przy każdej PKU funkcjonowała komisja przeglądowa.
Z dniem 1 czerwca 1922 roku Ministerstwo Pracy i Opieki Społecznej przejęło agendy Ministerstwa Spraw Wojskowych związane z instytucją Gospód inwalidzkich przy PKU, a równolegle, za pośrednictwem Oddziału Likwidacji Demobilu Wojskowego przy Ministerstwie Przemysłu i Handlu, wszystkie istniejące przy PKU gospody inwalidzkie w Łomży, Pułtusku, Ciechanowie i Mińsku Mazowieckim (OK I), Chełmie i Kowlu (OK II), Grodnie, Suwałkach, Augustowie i Lidzie (Obszar Dowództwa 2 Armii), Wadowicach, Nowym Sączu i Tarnowie (OK V), Kołomyi, Brzeżanach, Buczaczu, Złoczowie i Czortkowie (OK VI), Starogardzie i Grudziądzu (OK VIII), Siedlcach (OK IX) oraz Sanoku, Stryju, Samborze, Jarosławiu, Rzeszowie i Gródku Jagiellońskim (OK X).
W Dodatku Tajnym nr 25, poz. 180 do Dziennika Rozkazów MSWojsk. nr 41 z 10 października 1922 roku ogłoszono „uzupełnienie etatu PKU”. 
26 marca 1924 roku został ogłoszony rozkaz O. I. Szt. Gen. 2124/Org. ministra spraw wojskowych w sprawie podziału terytorialnego Górnego Śląska na wojskowe okręgi poborowe. Rozkaz powoływał do życia cztery powiatowe komendy uzupełnień: Katowice, Królewska Huta, Lubliniec i Pszczyna.
Zmieniało się też prawodawstwo. Ustawa o powszechnym obowiązku służby wojskowej z dnia 23 maja 1924 stanowiła: Powiatowa komenda uzupełnień jest wojskową władzą dla spraw uzupełnień siły zbrojnej i administracji rezerw na obszarze swego okręgu. Powiatowa komenda uzupełnień (PKU) w sprawach należących do jej zakresu działania podlega dowódcy korpusu, a w najwyższej instancji Ministrowi Spraw Wojskowych. Wewnętrzna struktura powiatowych komend uzupełnień przedstawiała się wówczas następująco: referat I – administracji rezerw osobowych, referat II –poborowy, referat III – inwalidzki, referat IV – kancelaria .
27 maja 1925 roku została wydana nowa instrukcja organizacyjna służby poborowej na stopie pokojowej. Zgodnie z tą instrukcją powiatowe komendy uzupełnień zostały podzielone na trzy typy składów osobowych. Skład osobowy typu I otrzymały PKU administrujące obszarem zamieszkałym przez co najmniej 300 tys. mieszkańców. Skład osobowy typu II otrzymały PKU administrujące obszarem, na którym zamieszkiwało od 200 do 300 tys. mieszkańców, natomiast PKU typu III – do 200 tys. mieszkańców. 
Zgodnie z organizacją służby poborowej z 1925 roku zostały zlikwidowane stanowiska oficerów ewidencyjnych, a powiatowe komendy uzupełnień składały się z dwóch referatów: administracji rezerw i poborowego. W niektórych PKU utworzono referaty inwalidzkie. Występowały dwa typy referatów inwalidzkich. Do typu I należały referaty administrujące większą od 2000 liczbą inwalidów. Obsada służby poborowej na stopie pokojowej według stanów osobowych L. O. I. Szt. Gen. 3477/Org. 25 została ogłoszona 4 lutego 1926 roku. 
Ogłoszona 4 lutego 1926 roku obsada służby poborowej zatwierdziła stanowiska refentów inwalidzkich w powiatowych komendach uzupełnień: Warszawa Miasto III, Wilno, Kraków Powiat, Katowice, Królewska Huta, Biała-Bielsko, Wadowice, Nowy Sącz, Nowy Targ, Tarnów, Pszczyna, Brzeżany, Kołomyja, Poznań Miasto, Poznań Powiat, Jarocin, Szamotuły, Kościan, Gostyń, Gniezno, Ostrów Poznański (wakat), Toruń, Starogard, Szubin, Kościerzyna, Inowrocław, Grudziądz, Bydgoszcz, Przemyśl, Rzeszów i Jarosław.
W 1927 roku, po przeprowadzonej reorganizacji służby poborowej, rozkazem B. Og. Org. L. 3737/Org. 27 został ustalony nowy podział PKU na typy składów osobowych. 23 grudnia 1930 roku został ogłoszony zaktualizowany podział PKU według składów osobowych. W ogłoszonym wówczas wykazie dziewiętnaście PKU posiadało skład osobowy typu IV, natomiast wszystkie komendy warszawskie – typ specjalny.
Następował dalszy wzrost liczby PKU. W 1925 było ich 107, w 1930 119, a w 1934 już 125.
Do zakresu działania PKU w tym okresie należało między innymi:
- zakładanie i prowadzenie ewidencji wojskowej poborowych,
- współdziałanie przy poborze (ewentualnie zgłaszanie sprzeciwów przeciwko wnioskom lekarzy co do zdolności fizycznej poborowych),
- przeznaczanie poborowych, uznanych za zdolnych do pewnych rodzajów wojska,
- wydawanie dokumentów stwierdzających stosunek do służby wojskowej,
- zaliczanie do ponadkontyngentowych,
- ustalanie, którzy poborowi mieli odbywać służbę skróconą,
- wzywanie do odbycia służby wojskowej,
- sporządzanie wykazów uchylających się od służby wojskowej,
- udzielanie zezwoleń na wyjazd za granice,
- przeprowadzanie zebrań i raportów kontrolnych,
- przeprowadzanie wykluczeń od służby wojskowej czynnej, służby w rezerwie i pospolitym ruszeniu na skutek skazań przez sądy karne powszechne i wojskowe[2].

Pod względem kwaterunkowym powiatowe komendy uzupełnień podlegały komendantom garnizonów, którzy mając na względzie zakwaterowanie w pierwszym rzędzie oddziałów liniowych zaniedbywali PKU i przydzielali im budynki niespełniające warunków sanitarnych, a nawet warunków technicznych. Zdarzały się wypadki przenoszenia PKU z garnizonu miejskiego do podmiejskiej wsi, do budynku grożącego zawaleniem. Część budynków drewnianych zajętych przez PKU, była zawilgocona i opanowana przez grzyb drzewny, dachy od wielu lat nieremontowane przeciekały. Budynki murowane nie były w najlepszym stanie, nie odpowiadały swoim rozkładem warunkom pracy biurowej, a przez to wymuszały przeróbki lub kosztowne remonty. Warunki lokalowe wpływały na stan zdrowotny personelu, pracującego nierzadko w godzinach wieczornych. W Departamencie Budownictwa Ministerstwa Spraw Wojskowych opracowano plany specjalnego gmachu dla PKU z uwzględnieniem wymogów obrony przeciwlotniczej. Miał to być budynek jednopiętrowy, zaopatrzony w nowoczesne instalacje i składający się z następujących punktów:
- gabinet komendanta PKU,
- gabinet kierownika referatu uzupełnień i pokój kancelistów,
- gabinet kierownika referatu administracji rezerw i pokój kancelistów,
- gabinet kierownika referatu oficerskiego i pokój kancelistów,
- gabinet kierownika kancelarii głównej, pokój kancelistów, pokój archiwisty, archiwum,
- pokój lekarza z poczekalnią (rozbieralnią),
- pokój służbowy,
- poczekalnie,
- sala przyjęć rezerwistów,
- pokój woźnych,
- mieszkania oficerskie,
- schron przeciwlotniczy i przeciwgazowy[28].

W latach 1938–1939 127 (?) istniejących powiatowych komend uzupełnień przeformowano na komendy rejonów uzupełnień. Było to efektem realizacji nowej ustawy o powszechnym obowiązku wojskowym z dnia 9 kwietnia 1938 roku. Planowano utworzyć jeszcze KRU w Trembowoli i Brodnicy. Komendy rejonów uzupełnień podzielono na sześć typów (kategorii). Komenda kategorii I posiadała 3 stanowiska oficerskie i etat komendanta–pułkownik, 3 stanowiska podoficerskie i 48 pracowników cywilnych, a np. KRU kategorii VI tylko 3 oficerów, etat komendanta–major, 2 podoficerów i 22 pracowników cywilnych. Ponadto w komendach, które miały w swojej ewidencji ponad 1000 oficerów, powoływano referaty oficerskie. W miejscowościach, w których funkcjonowało kilka komend rejonów uzupełnień, ewidencję oficerów prowadziła wyznaczona komenda.

## Powiatowe komendy uzupełnień w grudniu 1930 roku
| Podział powiatowych komend uzupełnień na typy składów osobowych w grudniu 1930 roku | Podział powiatowych komend uzupełnień na typy składów osobowych w grudniu 1930 roku | Podział powiatowych komend uzupełnień na typy składów osobowych w grudniu 1930 roku | Podział powiatowych komend uzupełnień na typy składów osobowych w grudniu 1930 roku | Podział powiatowych komend uzupełnień na typy składów osobowych w grudniu 1930 roku | Podział powiatowych komend uzupełnień na typy składów osobowych w grudniu 1930 roku         | Podział powiatowych komend uzupełnień na typy składów osobowych w grudniu 1930 roku |
| DOK                                                                                 | I                                                                                   | II                                                                                  | III                                                                                 | IV                                                                                  | specjalny                                                                                   | Razem                                                                               |
| ----------------------------------------------------------------------------------- | ----------------------------------------------------------------------------------- | ----------------------------------------------------------------------------------- | ----------------------------------------------------------------------------------- | ----------------------------------------------------------------------------------- | ------------------------------------------------------------------------------------------- | ----------------------------------------------------------------------------------- |
| I                                                                                   | Puławy Radom                                                                        | Ciechanów Łomża Małkinia                                                            | Grodzisk Mazowiecki Mińsk Mazowiecki Płock                                          | Modlin Pułtusk                                                                      | Warszawa Miasto I Warszawa Miasto II Warszawa Miasto III Warszawa Miasto IV Warszawa Powiat | 15                                                                                  |
| II                                                                                  | Chełm Hrubieszów Kowel Równe Sarny Zamość                                           | Łuck Włodzimierz                                                                    | Dubno Krzemieniec Lublin Miasto Lublin Powiat                                       | Kraśnik                                                                             |                                                                                             | 13                                                                                  |
| III                                                                                 | Białystok Grodno Lida Wilno Powiat                                                  | Postawy Święciany Wilno Miasto                                                      | Suwałki Wilejka                                                                     | Wołkowysk                                                                           |                                                                                             | 10                                                                                  |
| IV                                                                                  | Częstochowa Końskie Łódź Miasto I Łódź Miasto II Łódź Powiat                        | Kutno Piotrków Skierniewice Wieluń                                                  | Łask Radomsko Sieradz                                                               |                                                                                     |                                                                                             | 12                                                                                  |
| V                                                                                   | Katowice Kraków Miasto Królewska Huta Miechów Pszczyna Sosnowiec                    | Kraków Powiat Nowy Targ Wadowice Żywiec                                             | Bochnia Dębica Tarnów                                                               | Bielsko na Śląsku Jasło Nowy Sącz Tarnowskie Góry Zawiercie                         |                                                                                             | 18                                                                                  |
| VI                                                                                  | Brzeżany Czortków Lwów Miasto Rawa Ruska Stanisławów Tarnopol Złoczów               | Buczacz Kołomyja I Lwów Powiat                                                      | Kałusz Kamionka Strumiłowa Kołomyja II Stryj                                        |                                                                                     |                                                                                             | 14                                                                                  |
| VII                                                                                 | Kalisz Konin Poznań Miasto                                                          |                                                                                     | Jarocin Poznań Powiat Szamotuły                                                     | Gniezno Kościan Ostrów Poznański                                                    |                                                                                             | 9                                                                                   |
| VIII                                                                                | Grudziądz Toruń Włocławek                                                           | Bydgoszcz Powiat Inowrocław                                                         | Starogard                                                                           | Bydgoszcz Miasto Gdynia Kościerzyna                                                 |                                                                                             | 9                                                                                   |
| IX                                                                                  | Baranowicze Brześć nad Bugiem                                                       | Łuków Pińsk Prużana                                                                 | Biała Podlaska Bielsk Podlaski Łuniniec Siedlce                                     | Nowogródek Słonim                                                                   |                                                                                             | 11                                                                                  |
| X                                                                                   | Gródek Jagielloński Ostrowiec Pińczów Przemyśl Sanok                                | Jarosław Rzeszów Sambor                                                             | Drohobycz Kielce Wierzbnik                                                          | Łańcut Nisko                                                                        |                                                                                             | 13                                                                                  |
| Ogółem                                                                              | 43                                                                                  | 27                                                                                  | 30                                                                                  | 19                                                                                  | 5                                                                                           | 124                                                                                 |

## Komendy rejonów uzupełnień w marcu 1939 roku
| Komendy rejonów uzupełnień w marcu 1939 | Komendy rejonów uzupełnień w marcu 1939        | Komendy rejonów uzupełnień w marcu 1939                 |
| Podległość                              | Nazwa komendy                                  | Rejon uzupełnień                                        |
| --------------------------------------- | ---------------------------------------------- | ------------------------------------------------------- |
| DOK I Warszawa                          | Komenda Rejonu Uzupełnień Warszawa Miasto I    | komisariaty PP:I, II, III, IV, V, XII i XXVI            |
| DOK I Warszawa                          | Komenda Rejonu Uzupełnień Warszawa Miasto II   | komisariaty PP:IX, XI, XIII, XVI, XX, XXI i XXIII       |
| DOK I Warszawa                          | Komenda Rejonu Uzupełnień Warszawa Miasto III  | komisariaty PP:XIV, XV, XVII, XVIII, XXIV i XXV         |
| DOK I Warszawa                          | Komenda Rejonu Uzupełnień Warszawa Miasto IV   | komisariaty PP:VI, VII, VIII, X, XIX, XXII              |
| DOK I Warszawa                          | Komenda Rejonu Uzupełnień Warszawa Powiat      | powiaty: warszawski i grójecki                          |
| DOK I Warszawa                          | Komenda Rejonu Uzupełnień Płock                | powiaty: płocki i gostyniński                           |
| DOK I Warszawa                          | Komenda Rejonu Uzupełnień Płońsk               | powiaty: płoński i sierpecki                            |
| DOK I Warszawa                          | Komenda Rejonu Uzupełnień Ciechanów            | powiaty: ciechanowski, mławski, działdowski, przasnyski |
| DOK I Warszawa                          | Komenda Rejonu Uzupełnień Radom                | miasto Radom oraz powiaty radomski i kozienicki         |
| DOK I Warszawa                          | Komenda Rejonu Uzupełnień Puławy               | powiaty: puławski i garwoliński                         |
| DOK I Warszawa                          | Komenda Rejonu Uzupełnień Mińsk Mazowiecki     | powiaty: miński i radzymiński                           |
| DOK I Warszawa                          | Komenda Rejonu Uzupełnień Małkinia             | powiaty: ostrowski, węgrowski i sokołowski              |
| DOK I Warszawa                          | Komenda Rejonu Uzupełnień Łomża                | powiaty: łomżyński i ostrołęcki                         |
| DOK I Warszawa                          | Komenda Rejonu Uzupełnień Pułtusk              | powiaty: pułtuski i makowski                            |
| DOK I Warszawa                          | Komenda Rejonu Uzupełnień Grodzisk Mazowiecki  | powiaty: sochaczewski i błoński                         |
| DOK II Lublin                           | Komenda Rejonu Uzupełnień Lublin Miasto        | miasto Lublin                                           |
| DOK II Lublin                           | Komenda Rejonu Uzupełnień Lublin Powiat        | powiat lubelski i lubartowski                           |
| DOK II Lublin                           | Komenda Rejonu Uzupełnień Zamość               | powiaty: zamojski i biłgorajski                         |
| DOK II Lublin                           | Komenda Rejonu Uzupełnień Hrubieszów           | powiaty: hrubieszowski i tomaszowski                    |
| DOK II Lublin                           | Komenda Rejonu Uzupełnień Włodzimierz Wołyński | powiaty: włodzimierski i horochowski                    |
| DOK II Lublin                           | Komenda Rejonu Uzupełnień Chełm                | powiaty: chełmski i krasnostawski                       |
| DOK II Lublin                           | Komenda Rejonu Uzupełnień Kowel                | powiaty: kowelski i lubomelski i koszyrski              |
| DOK II Lublin                           | Komenda Rejonu Uzupełnień Łuck                 | powiat łucki                                            |
| DOK II Lublin                           | Komenda Rejonu Uzupełnień Dubno                | powiat dubieński                                        |
| DOK II Lublin                           | Komenda Rejonu Uzupełnień Krzemieniec          | powiat krzemieniecki                                    |
| DOK II Lublin                           | Komenda Rejonu Uzupełnień Równe                | powiaty: rówieński i zdołbunowski                       |
| DOK II Lublin                           | Komenda Rejonu Uzupełnień Sarny                | powiaty: sarneński i kostopolski                        |
| DOK II Lublin                           | Komenda Rejonu Uzupełnień Kraśnik              | powiat janowski                                         |
| DOK III Grodno                          | Komenda Rejonu Uzupełnień Grodno               |                                                         |
| DOK III Grodno                          | Komenda Rejonu Uzupełnień Suwałki              |                                                         |
| DOK III Grodno                          | Komenda Rejonu Uzupełnień Białystok            |                                                         |
| DOK III Grodno                          | Komenda Rejonu Uzupełnień Wołkowysk            |                                                         |
| DOK III Grodno                          | Komenda Rejonu Uzupełnień Lida                 |                                                         |
| DOK III Grodno                          | Komenda Rejonu Uzupełnień Wilno Miasto         |                                                         |
| DOK III Grodno                          | Komenda Rejonu Uzupełnień Wilno Powiat         |                                                         |
| DOK III Grodno                          | Komenda Rejonu Uzupełnień Święciany            |                                                         |
| DOK III Grodno                          | Komenda Rejonu Uzupełnień Postawy              |                                                         |
| DOK III Grodno                          | Komenda Rejonu Uzupełnień Wilejka              |                                                         |
| DOK IV Łódź                             | KRU Łódź Miasto I                              |                                                         |
| DOK IV Łódź                             | KRU Łódź Miasto II                             |                                                         |
| DOK IV Łódź                             | KRU Łódź Powiat                                |                                                         |
| DOK IV Łódź                             | KRU Kutno                                      |                                                         |
| DOK IV Łódź                             | KRU Skierniewice                               |                                                         |
| DOK IV Łódź                             | KRU Łask                                       |                                                         |
| DOK IV Łódź                             | KRU Sieradz                                    |                                                         |
| DOK IV Łódź                             | KRU Wieluń                                     |                                                         |
| DOK IV Łódź                             | KRU Radomsko                                   |                                                         |
| DOK IV Łódź                             | KRU Częstochowa                                |                                                         |
| DOK IV Łódź                             | KRU Końskie                                    |                                                         |
| DOK IV Łódź                             | KRU Piotrków Trybunalski                       |                                                         |
| DOK V Kraków                            | Komenda Rejonu Uzupełnień Kraków Miasto        |                                                         |
| DOK V Kraków                            | Komenda Rejonu Uzupełnień Kraków Powiat        |                                                         |
| DOK V Kraków                            | Komenda Rejonu Uzupełnień Jasło                |                                                         |
| DOK V Kraków                            | Komenda Rejonu Uzupełnień Tarnów               |                                                         |
| DOK V Kraków                            | Komenda Rejonu Uzupełnień Dębica               |                                                         |
| DOK V Kraków                            | Komenda Rejonu Uzupełnień Bochnia              |                                                         |
| DOK V Kraków                            | Komenda Rejonu Uzupełnień Miechów              |                                                         |
| DOK V Kraków                            | Komenda Rejonu Uzupełnień Katowice             |                                                         |
| DOK V Kraków                            | Komenda Rejonu Uzupełnień Sosnowiec            |                                                         |
| DOK V Kraków                            | Komenda Rejonu Uzupełnień Zawiercie            |                                                         |
| DOK V Kraków                            | Komenda Rejonu Uzupełnień Będzin               |                                                         |
| DOK V Kraków                            | Komenda Rejonu Uzupełnień Chorzów              |                                                         |
| DOK V Kraków                            | Komenda Rejonu Uzupełnień Bielsko              |                                                         |
| DOK V Kraków                            | Komenda Rejonu Uzupełnień Cieszyn              |                                                         |
| DOK V Kraków                            | Komenda Rejonu Uzupełnień Tarnowskie Góry      |                                                         |
| DOK V Kraków                            | Komenda Rejonu Uzupełnień Pszczyna             |                                                         |
| DOK V Kraków                            | Komenda Rejonu Uzupełnień Nowy Targ            |                                                         |
| DOK V Kraków                            | Komenda Rejonu Uzupełnień Nowy Sącz            |                                                         |
| DOK V Kraków                            | Komenda Rejonu Uzupełnień Wadowice             |                                                         |
| DOK VI Lwów                             | Komenda Rejonu Uzupełnień Lwów Miasto          |                                                         |
| DOK VI Lwów                             | Komenda Rejonu Uzupełnień Lwów Powiat          |                                                         |
| DOK VI Lwów                             | Komenda Rejonu Uzupełnień Rawa Ruska           |                                                         |
| DOK VI Lwów                             | Komenda Rejonu Uzupełnień Kamionka Strumiłowa  |                                                         |
| DOK VI Lwów                             | Komenda Rejonu Uzupełnień Złoczów              |                                                         |
| DOK VI Lwów                             | Komenda Rejonu Uzupełnień Tarnopol             |                                                         |
| DOK VI Lwów                             | Komenda Rejonu Uzupełnień Brzeżany             |                                                         |
| DOK VI Lwów                             | Komenda Rejonu Uzupełnień Stryj                |                                                         |
| DOK VI Lwów                             | Komenda Rejonu Uzupełnień Kałusz               |                                                         |
| DOK VI Lwów                             | Komenda Rejonu Uzupełnień Buczacz              |                                                         |
| DOK VI Lwów                             | Komenda Rejonu Uzupełnień Czortków             |                                                         |
| DOK VI Lwów                             | Komenda Rejonu Uzupełnień Kołomyja             |                                                         |
| DOK VI Lwów                             | Komenda Rejonu Uzupełnień Kołomyja II          |                                                         |
| DOK VI Lwów                             | Komenda Rejonu Uzupełnień Gródek Jagieloński   |                                                         |
| DOK VII Poznań                          | Komenda Rejonu Uzupełnień Poznań Miasto        |                                                         |
| DOK VII Poznań                          | Komenda Rejonu Uzupełnień Poznań Powiat        |                                                         |
| DOK VII Poznań                          | Komenda Rejonu Uzupełnień Szamotuły            |                                                         |
| DOK VII Poznań                          | Komenda Rejonu Uzupełnień Kościan              |                                                         |
| DOK VII Poznań                          | Komenda Rejonu Uzupełnień Jarocin              |                                                         |
| DOK VII Poznań                          | Komenda Rejonu Uzupełnień Kalisz               |                                                         |
| DOK VII Poznań                          | Komenda Rejonu Uzupełnień Ostrów Wielkopolski  |                                                         |
| DOK VII Poznań                          | Komenda Rejonu Uzupełnień Gniezno              |                                                         |
| DOK VII Poznań                          | Komenda Rejonu Uzupełnień Konin                |                                                         |
| DOK VIII Toruń                          | Komenda Rejonu Uzupełnień Toruń                |                                                         |
| DOK VIII Toruń                          | Komenda Rejonu Uzupełnień Gdynia               |                                                         |
| DOK VIII Toruń                          | Komenda Rejonu Uzupełnień Kościerzyna          |                                                         |
| DOK VIII Toruń                          | Komenda Rejonu Uzupełnień Starogard            |                                                         |
| DOK VIII Toruń                          | Komenda Rejonu Uzupełnień Grudziądz            |                                                         |
| DOK VIII Toruń                          | Komenda Rejonu Uzupełnień Bydgoszcz Miasto     |                                                         |
| DOK VIII Toruń                          | Komenda Rejonu Uzupełnień Bydgoszcz            |                                                         |
| DOK VIII Toruń                          | Komenda Rejonu Uzupełnień Inowrocław           |                                                         |
| DOK VIII Toruń                          | Komenda Rejonu Uzupełnień Włocławek            |                                                         |
| DOK IX Brześć                           | Komenda Rejonu Uzupełnień Brześć               |                                                         |
| DOK IX Brześć                           | Komenda Rejonu Uzupełnień Siedlce              |                                                         |
| DOK IX Brześć                           | Komenda Rejonu Uzupełnień Łuków                |                                                         |
| DOK IX Brześć                           | Komenda Rejonu Uzupełnień Bielsk               |                                                         |
| DOK IX Brześć                           | Komenda Rejonu Uzupełnień Biała                |                                                         |
| DOK IX Brześć                           | Komenda Rejonu Uzupełnień Słonim               |                                                         |
| DOK IX Brześć                           | Komenda Rejonu Uzupełnień Nowogródek           |                                                         |
| DOK IX Brześć                           | Komenda Rejonu Uzupełnień Baranowicze          |                                                         |
| DOK IX Brześć                           | Komenda Rejonu Uzupełnień Łuniniec             |                                                         |
| DOK IX Brześć                           | Komenda Rejonu Uzupełnień Pińsk                |                                                         |
| DOK X Przemyśl                          | Komenda Rejonu Uzupełnień Przemyśl             |                                                         |
| DOK X Przemyśl                          | Komenda Rejonu Uzupełnień Wierzbnik            |                                                         |
| DOK X Przemyśl                          | Komenda Rejonu Uzupełnień Kielce               |                                                         |
| DOK X Przemyśl                          | Komenda Rejonu Uzupełnień Pińczów              |                                                         |
| DOK X Przemyśl                          | Komenda Rejonu Uzupełnień Ostrowiec            |                                                         |
| DOK X Przemyśl                          | Komenda Rejonu Uzupełnień Nisko                |                                                         |
| DOK X Przemyśl                          | Komenda Rejonu Uzupełnień Rzeszów              | powiaty: rzeszowski i kolbuszowski                      |
| DOK X Przemyśl                          | Komenda Rejonu Uzupełnień Łańcut               | powiaty: łańcucki i przeworski                          |
| DOK X Przemyśl                          | Komenda Rejonu Uzupełnień Jarosław             | powiaty: jarosławski, lubaczowski                       |
| DOK X Przemyśl                          | Komenda Rejonu Uzupełnień Sambor               | powiaty: samborski i turczański                         |
| DOK X Przemyśl                          | Komenda Rejonu Uzupełnień Drohobycz            | powiat Drohobycz                                        |
| DOK X Przemyśl                          | Komenda Rejonu Uzupełnień Sanok                | powiaty: sanocki, krośnieński, leski i brzozowski       |